# Нові есе на тему людського усвідомлення
Нове есе про людське усвідомлення (фр. Nouveaux essais sur l'entendement humain) — спростування Готфрідом Лейбніцом за главами головної праці Джона Локка «Досвід про людське розуміння». Це одна з двох повноцінних робіт Лейбніца (друга — «theodicy»). Була завершена в 1704 році, але смерть Локка стала причиною того, що Лейбніц нібито затримав її публікацію. Книга з'явилася приблизно через 60 років. Як і багато філософських творів свого часу, вона написана у формі діалогу.

## Опис
Двоє промовців у книзі — Феофіл (з грецької «любитель Бога»), який представляє погляди Лейбніца, та Фіалет (з грецької «любитель правди»), який представляє погляди Локка. Відоме спростування тези емпіризму про походження ідей з'являється на початку другої книги: «Ніщо не є в розумі, не живучи спочатку в почуттях, крім самого розуму». Всі основні аргументи Локка проти вроджених ідей ретельно критикуються Лейбніцом, який відстоює крайню точку зору вродженого пізнання, згідно з якою всі думки і дії душі є вродженими. На додачу до обговорення вроджених ідей, Лейбніц пропонує глибоку критику поглядів Локка на особисту ідентичність, свобідну волю, дуалізм «розум-тіло», мову, необхідну істину, і намагання Локка довести існування Бога.